# مرغ باران بدبو
مرغ باران بدبو (انگلیسی: Fulmarine petrel) گروهی از مرغ‌های باران در تیره کبوتردریاییان هستند.

## گونه‌ها
- مرغ باران بزرگ شمالی, Macronectes halli
- مرغ باران بزرگ جنوبی, Macronectes giganteus
- مرغ باران بدبوی شمالی, Fulmarus glacialis
- مرغ باران بدبوی جنوبی, Fulmarus glacialoides
- مرغ باران جنوبگان, Thalassoica antarctica
- مرغ باران دماغه, Daption capense
- مرغ باران برفی, Pagodroma nivea